# Albert Millaud
Pour les articles homonymes, voir Millaud.
Albert Millaud (Arthur Paul Albert David Samuel Millaud selon l'état civil) est un journaliste, écrivain et auteur dramatique français né le 13 janvier 1844 à Paris et mort le 23 octobre 1892 à Paris 17e.
Il est le fils du banquier Moïse Millaud, fondateur du Petit Journal.

## Biographie
Après des études de droit, ayant obtenu son diplôme d’avocat, il s’oriente vers la littérature et  publie en 1865 un volume de poésies : Fantaisies de jeunesse.
Sous le pseudonyme d’Oronte, il signe des articles dans La Gazette de Hollande et La Revue de poche qu’il a fondées avec Abel d’Avrecourt.
Il utilise aussi les pseudonymes de La Bruyère, Saint-Simon, Paul Hémery, Lafontaine et Baron Grimm pour signer des articles quotidiens dans Le Figaro  où il est chargé de la rubrique parlementaire. Hippolyte de Villemessant l’associera au capital.
Sa première pièce, écrite en 1872, est Le Péché véniel. Il est l'auteur de plusieurs livrets d'opérettes mises en musique par Jacques Offenbach, Charles Lecocq et  Hervé. Vivant maritalement avec la chanteuse Anna Judic, il écrit pour elle Lilli, Niniche, La Roussotte, La Femme à papa et surtout Mam'zelle Nitouche (en collaboration avec Henri Meilhac).
Il est fait chevalier de la Légion d'honneur en 1877.
Albert Millaud meurt le 23 octobre 1892 à son domicile boulevard Malesherbes est enterré au cimetière de Montmartre.

## Œuvres

### Théâtre
- 1872 : Le Péché véniel, pièce en un acte et en vers
- 1873 : Plutus en collaboration avec Gaston Jollivet
- 1877 : La Farce de la femme muette d’après Rabelais
- 1877 : Le Collier d'or, comédie en un acte en vers
- 1882 : Lili, comédie-vaudeville en 3 actes, avec Alfred Hennequin et Ernest Blum, représentée la première fois à Paris au théâtre des Variétés le 11 janvier 1882
- 1891 : Le Fiacre 117, comédie en trois actes avec Émile de Najac

### Musique
- 1873 : La Quenouille de verre, opéra-bouffe en trois actes, avec Henri Moreno, musique de Charles Grisart
- 1874 : Madame l'archiduc, opéra-bouffe, en trois actes, musique de Jacques Offenbach
- 1875 : La Créole, musique de Jacques Offenbach
- 1875 : Les Hannetons, revue de printemps en trois actes, cinq tableaux, musique de Jacques Offenbach
- 1875 : Plutus, opéra comique en 3 actes, musique de Charles Lecocq
- 1878 : Niniche, comédie-vaudeville en trois actes, avec Alfred Hennequin, musique de Marius Boullard, représentée pour la première fois au théâtre des Variétés le 15 février 1878
- 1879 : La Femme à papa, comédie-opérette en 3 actes, avec Alfred Hennequin, musique d'Hervé, représentée pour la première fois au théâtre des Variétés le 3 décembre 1879. A dépassé la centième.
- 1881 : La Roussotte, comédie-vaudeville en trois actes et un prologue, musique de Charles Lecocq, Hervé, etc.
- 1883 : Mam'zelle Nitouche, en collaboration avec Henri Meilhac, musique de  Hervé
- 1886 : Egmont, musique de Gaston Salvayre

### Littérature
- 1865 : Fantaisies de jeunesse -  Librairie du Petit Journal
- 1866 : Physiologies parisiennes sous le pseudonyme de « La Bruyère », 120 dessins de Caran d'Ache
- 1869-1872 : Petite Némésis
- 1873 : Voyage d’un fantaisiste : Vienne, le Danube, Constantinople
- 1876 : Lettres du baron Grimm : Souvenirs, Historiettes et Anecdotes parlementaires
- 1878 : Les Petites Comédies de la politique
- La Comédie du jour sous la république athénienne- Illustrations de Caran d’Ache.
- Croquis parlementaire

## Adaptations au cinéma
- 1914 : La Femme à papa  de Georges Monca